# Домициан II
Домициан, известен как Домициан II (лат. Domitianus, полная форма имени неизвестна) — римский император (узурпатор), восставший, очевидно, в северной Галлии в конце 270 или начале 271 года. На данный момент известно лишь две его монеты, и этот император отождествляется современными исследователями с неким Домицианом, который дважды упомянут в нарративных источниках (однако не как император). Правление Домициана II было весьма краткосрочным и продолжалось не более одного или двух месяцев.

### Нумизматические источники
Все свидетельства о правлении и самом существовании такого императора, как Домициан II состоят из двух его монет. Первая была найдена в составе клада римских монет, обнаруженного во Франции, в местечке Ле Клео, коммуна От-Гулен, в 1900 году. Подлинность и, соответственно, значение этой монеты подвергалась сомнению, и к концу XX века Домициана было принято считать фигурой весьма сомнительной. Однако в 2003 году, в горшке вместе с другими 5 000 монетами периода 250—275 годов, в Англии, в местечке Чалгроув, Оксфордшир археологом-любителем была найдена вторая монета этого императора. Подлинность первой, таким образом, была подтверждена. Клад был приобретен Музеем Ашмола в 2004 году.
Дизайн обеих монет типичен для выпусков императоров так называемой Галльской империи. Обе относятся к радиатам (вид антонинианов) и изображают Домициана в профиль, с бородой и в лучевой короне (очевидно, в честь Непобедимого Солнца, такие же по типу изображения характерны для всех антонинианов). Изображения довольно стереотипны и похожи на изображения других «галльских императоров» — например, Викторина или Тетрика I.
На аверсах обеих монет одинаковые легенды — «IMP C DOMITIANUS P F AUG» — «Imperator Caesar Domitianus Pius Felix Augustus» (рус. Император Цезарь Домициан Благочестивый Счастливый Август) — таким образом, на них нет традиционных для римских имен номена или преномена, в то время как монеты «Галльской империи» обычно содержат полное имя императора. На реверсах — изображение Конкордии и легенды CONCORDIA MILITVM (рус. Согласие военных), призванные провозглашать единодушную поддержку императора войском и характерные для монет многих императоров Галлии (на илл.).
Таким образом, схожесть монет Домициана с монетами «галльских императоров» позволяет говорить о том, что они были отчеканены, очевидно, на одном из монетных дворов Галлии или Германии — например, в Августе Треверов (совр. Трир) в Белгике или Колонии Агриппине (совр. Кёльн) в Нижней Германии. Это свидетельствует о том, что отчеканены они были до 275 года, когда император Аврелиан победил Тетрика I и ликвидировал «Галльскую империю».

### Нарративные источники
Домициан упоминается только в двух нарративных источниках, ни один из которых не говорит о нём как об императоре.
1. Византийский историк начала VI века Зосим сообщает о том, что некий Домициан был схвачен и наказан императором Аврелианом (270—275 гг.). Из текста Зосима не ясен ни характер выступления Домициана, ни против кого оно было направлено. Но, так как он упоминается в одном ряду с неким Епитимием, которого исследователи отождествляют с упомянутым у Псевдо-Аврелия Виктора Септимием, и о котором известно, что он восстал и был побежден в Далмации, некоторыми исследователями восстание Домициана располагается в центральных областях Империи — между «Галльской империей» и территориями, контролируемыми на Востоке Пальмирским царством во главе с Зенобией. Например, А. Уотсон предполагает, что область узурпации находилась где-то к юго-востоку от Женевского озера — то есть на границе между «Галльской империей» и территориями, подчинявшимися Риму).
2. «История Августов» — источник крайне ненадежный и полный ошибок и откровенных авторских выдумок — сообщает, что когда Макриан Старший, провозгласивший императорами своих сыновей, двинулся на Запад (в 261 году), то был встречен армией под командованием Авреола и что

«Его победил Домициан, самый храбрый и самый энергичный из полководцев Авреола, ведший своё происхождение от Домициана и Домитиллы».'

В «Истории Августов», как видно, Домициан описывается как подчиненный Авреола — одного из лучших командующих императора Галлиена, который руководил кавалерийским корпусом, созданным этим императором и которому обычно приписывается поражение Макрианов. Однако возможно, что Домициан был самостоятельным командующим. Нигде в тексте Scriptores Historiae Augustae Домициан (или какой-то другой человек с похожим именем) не упоминается как узурпатор или личность, действующая против законной власти во время правления Аврелиана.

## Исторические реконструкции
Доказательств того, что Домициан, упоминаемый на монетах, у Зосима и в «Истории Августов» — одно и то же лицо, практически нет, тем не менее современные исследователи склоняются к тому, что это все же один и тот же человек.
Возможно, что, как подчиненный Авреола, Домициан позже стал ассоциироваться с «Галльской империей» — так как тот во время своей узурпации был тесно связан с Постумом и даже чеканил монеты с его изображением.
Факт существования монет Домициана позволяет предположить, что он был командующим военными силами где-то на территории «Галльской империи», возможно,в районе Колонии Агриппины или Августы Треверов, так как там располагались монетные дворы, а узурпаторам, восставшим на территории без монетных дворов чеканить монеты было практически невозможно.
Судя по тому, что известно о хронологии правлений в «Галльской империи», можно сделать предположение, что провозглашение императором Домициана связано с бунтом против Викторина, «галльского императора» в 269—271 годах. Солдаты, убившие Викторина, очевидно, в результате стихийного бунта, вероятно, не имели каких-то ясных политических планов. И в этой ситуации императором вполне мог быть провозглашен опытный и удачливый военный (если все же отождествлять Домициана II с героем «Истории Августов»). С другой стороны, письменные источники свидетельствуют, что военные силы, поддержавшие Тетрика I действовали столь быстро, что провозглашение Домициана прошло, скорее всего, незамеченным за пределами «Галльской империи».
По одной из версий Домициан был причастен к бунту, в результате которого был убит Викторин и на короткое время завладел одним из городов с монетным двором, однако вскоре был разбит Тетриком (а не Аврелианом, как сообщается у Зосима).
Использование только когномена в императорском титуле довольно необычно и позволяет поднять вопрос об обстоятельствах, в которых чеканились монеты. Возможно, что монеты были выпущены группой офицеров без ведома и в отсутствие самого Домициана, что может объяснить краткую форму имени на антонинианах.
Судьба Домициана точно не известна. Возможно, он был убит Тетриком или собственным войском, когда основные контингенты в Галлии признали того императором.